# Svein Mathisen
Svein Erling Mathisen (30. september 1952 - 27. januar 2011) var en norsk fodboldspiller (offensiv midtbane) fra Sauda.
Bortset fra et kortvarigt ophold i 1978 hos Hibernian i den skotske liga spillede Mathisen hele sin 17 år lange karriere hos IK Start i Kristiansand. Han nåede at spille over 300 ligakampe for klubben, og var med til at vinde det norske mesterskab i både 1978 og 1980.
Mathisen spillede desuden 25 kampe og scorede to mål for Norges landshold. Hans første landskamp var et opgør mod Island 7. juli 1975, hans sidste en VM-kvalifikationskamp mod Danmark 26. september 1986.
Mathiesen døde af kræft i 2011, i en alder af 58 år.

## Titler
Tippeligaen
- 1978 og 1980 med IK Start